# Luís Müller
Luís Müller (14 februari 1961) is een voormalig Braziliaans voetballer.